# Lei do logaritmo iterado

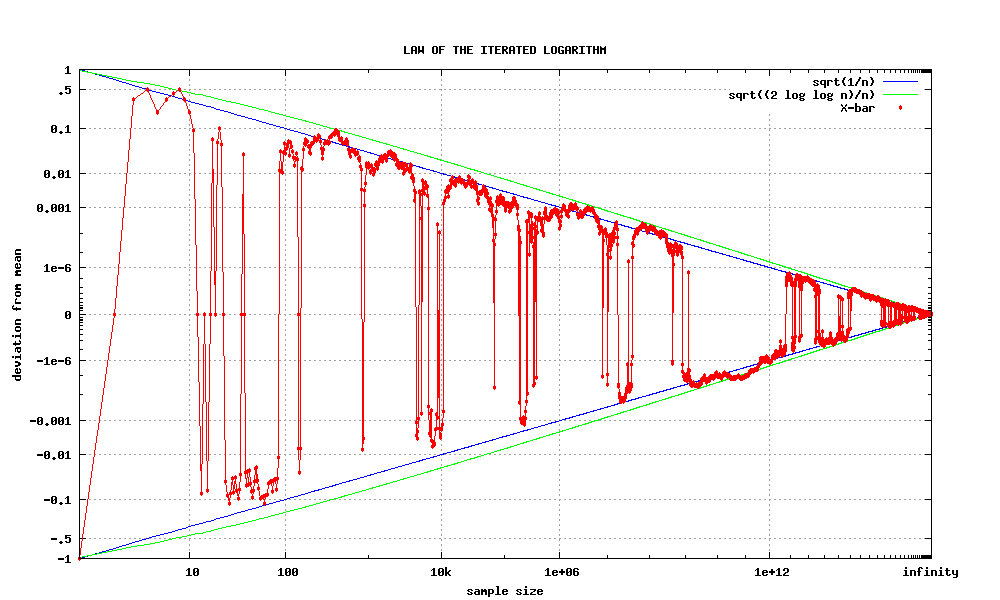
Plot de (vermelho), o desvio padrão (azul) e o limite dado pela LIL (verde). Note que ele muda de forma aleatória do limite superior para o inferior. Os eixos não são lineares para fazer esse efeito mais visível.

Na teoria das probabilidades, a lei do logaritmo iterado (também chamada de LIL, do inglês law of iterated logarithm) descreve a magnitude da oscilação do passeio aleatório. A definição original desta lei foi feita pelo matemático soviético Aleksandr Khinchin em 1924. No entanto, a tese contida nesta foi expandida por Andrei Kolmogorov em 1929.

## Definição
Seja {\displaystyle \{Y_{n}\}} variáveis aleatórias independentes e identicamente distribuídas com média zero e desvio unitário. Seja {\displaystyle S_{n}=Y_{1}+\dots +Y_{n}}. Então,
{\displaystyle \limsup _{n\to \infty }{\frac {S_{n}}{\sqrt {n\log \log n}}}={\sqrt {2}},\qquad {\text{q.c.}},}
onde {\displaystyle \log } é o logaritmo natural, {\displaystyle \limsup } indica o limite superior, e {\displaystyle {\text{q.c.}}} significa "quase certamente".

## Discussão
A lei de iterado logaritmos opera "entre" a lei dos grandes números e o teorema central do limite. Existem duas versões da lei dos grandes números — a fraca e a forte — e ambas afirmam que as somas {\displaystyle S_{n}}, dimensionadas por {\displaystyle n^{-1}}, convergem para zero, respectivamente em probabilidade e quase certamente:
{\displaystyle {\frac {S_{n}}{n}}\ {\xrightarrow {p}}\ 0,\qquad {\frac {S_{n}}{n}}\ {\xrightarrow {q.c.}}0,\qquad {\text{conforme}}\ \ n\to \infty .}
Por outro lado, o teorema central do limite afirma que as somas {\displaystyle S_{n}} dimensionadas pelo fator {\displaystyle n^{-1/2}} convergem em distribuição para uma distribuição normal padrão. Pela lei zero-um de Kolmogorov, para qualquer {\displaystyle M} fixo, a probabilidade de que o evento {\displaystyle \limsup _{n}{\frac {S_{n}}{\sqrt {n}}}>M} ocorra é 0 ou 1. Então
{\displaystyle \Pr \left(\limsup _{n}{\frac {S_{n}}{\sqrt {n}}}>M\right)\geqslant \limsup _{n}\Pr \left({\frac {S_{n}}{\sqrt {n}}}>M\right)=\Pr \left({\mathcal {N}}(0,1)>M\right)>0}
o que resulta que 
{\displaystyle \limsup _{n}{\frac {S_{n}}{\sqrt {n}}}=\infty \qquad {\text{com probabilidade 1.}}}
Argumento idêntico mostra que 
{\displaystyle \liminf _{n}{\frac {S_{n}}{\sqrt {n}}}=-\infty \qquad {\text{com probabilidade 1.}}}
Isto implica que essas quantidades não convergem quase certamente. Ainda, eles também não convergem em probabilidade, o que resulta da igualdade 
{\displaystyle {\frac {S_{2n}}{\sqrt {2n}}}-{\frac {S_{n}}{\sqrt {n}}}={\frac {1}{\sqrt {2}}}{\frac {S_{2n}-S_{n}}{\sqrt {n}}}-\left(1-{\frac {1}{\sqrt {2}}}\right){\frac {S_{n}}{\sqrt {n}}}}
e o fato de que as variáveis aleatórias 
{\displaystyle {\frac {S_{n}}{\sqrt {n}}}\quad {\text{e}}\quad {\frac {S_{2n}-S_{n}}{\sqrt {n}}}}
são independentes, e ambas converge em distribuição para {\displaystyle {\mathcal {N}}(0,1).}
A lei do logaritmo iterado fornece o fator de escala, onde os dois limites tornam-se diferentes:
{\displaystyle {\frac {S_{n}}{\sqrt {n\log \log n}}}\ {\xrightarrow {p}}\ 0,\qquad {\frac {S_{n}}{\sqrt {n\log \log n}}}\ {\stackrel {q.c.}{\nrightarrow }}\ 0,\qquad {\text{conforme}}\ \ n\to \infty .}
Assim, embora a quantidade {\displaystyle S_{n}/{\sqrt {n\log \log n}}} é menos do que qualquer predefinidos {\displaystyle \varepsilon >0} com probabilidade se aproximando de um, essa quantidade, no entanto, irá sair desse intervalo infinitamente, e de fato irá passar nos vizinhos de qualquer ponto no intervalo {\displaystyle (-{\sqrt {2}},{\sqrt {2}})} quase certamente.

## Generalizações e variantes

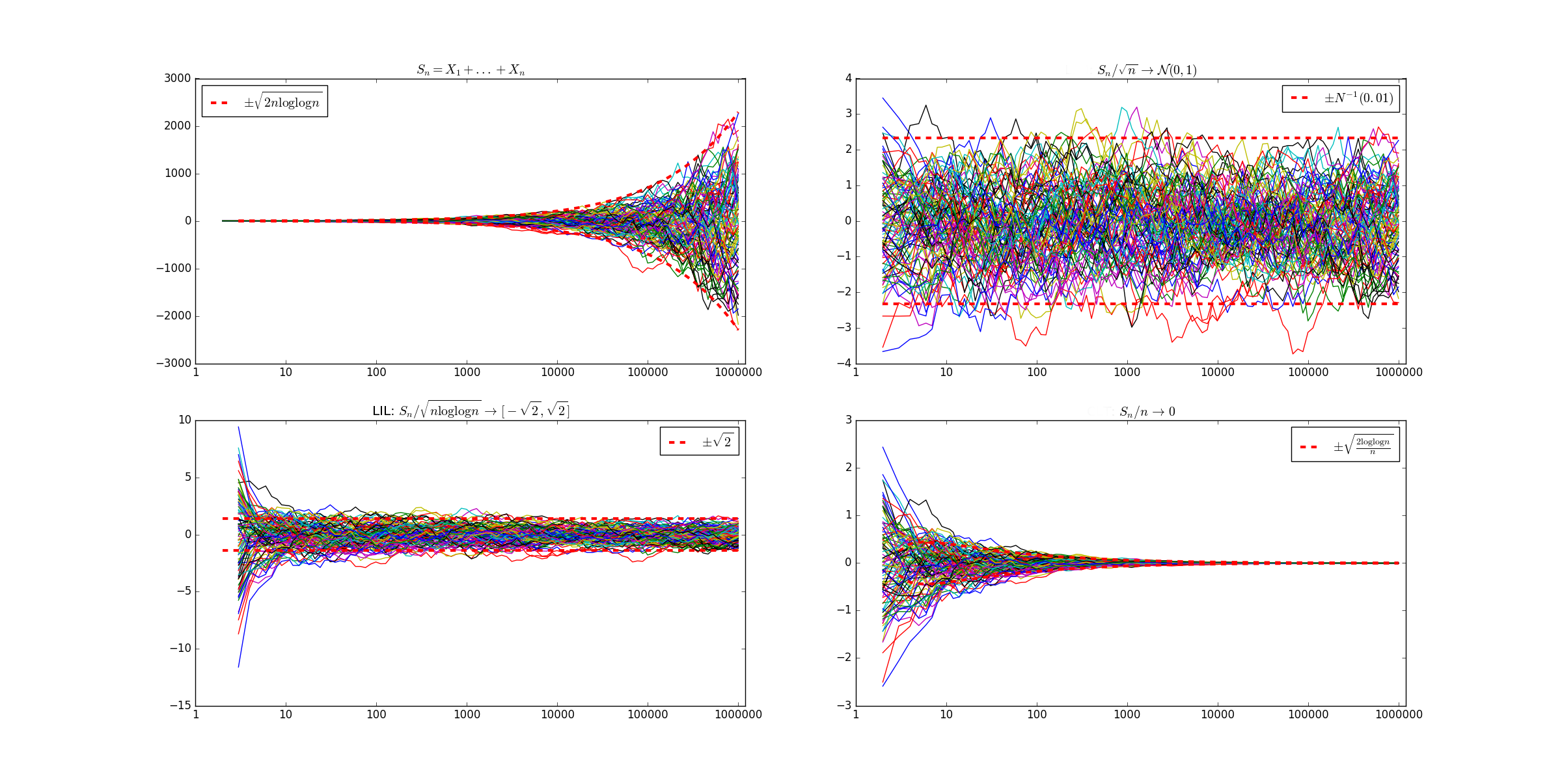
Exposição de teoremas do limite e suas interrelações.

A lei do logaritmo iterado para uma soma de variáveis aleatórias independentes e identicamente distribuídas com média zero e incrementos delimitados remontam a Khinchin e Kolmogorov na década de 1920. Desde então, há uma enorme quantidade de trabalhos sobre a LIL para vários tipos de estruturas dependentes e processos estocásticos.
Hartman e Wintner generalizaram a lei do logaritmo iterado para passeios aleatórios com incrementos com zero de média e variância finita. Strassen estudou a LIL do ponto de vista dos princípios da invariância. Stout generalizou a LIL para martingales estacionários e ergódicos. Acosta fez uma prova simples da versão de LIL de Hartman e Wintner. Wittmann generalizou a versão de LIL de Hartman e Wintner para passeios aleatórios satisfazendo condições mais amenas. Vovk derivou uma versão de LIL válida para uma única sequência caótica (sequência aleatória de Kolmogorov). Isso é notável por estar fora do reino da teoria da probabilidade clássica. Yongge Wang mostrou que a lei do logaritmo iterado se mantém para sequências pseudo-aleatórias de tempo polinomial.